# Zeus (raper)
Zeus, właściwie Kamil Rutkowski (ur. 18 grudnia 1983 w Łodzi) – polski raper i producent muzyczny. Członek grupy muzycznej Pierwszy Milion. Wraz z zespołem nagrał dwie płyty: Pierwszy Mixtape z 2006 roku oraz Deep Cover Mixtape wydany rok później. Rutkowski współpracował ponadto z takimi wykonawcami jak: Familia H.P., Miuosh, Ten Typ Mes, O.S.T.R., Pesante, PHHR, PMM, Projektanci, Bisz, Małpa, Bezczel, Uśpione Miasto oraz Vademecum.
Solowy debiut rapera pt. Re-Mix-Tape – Volume 1 ukazał się w 2007 roku. 6 kwietnia 2008 roku ukazał się kolejny album solowy Rutkowskiego zatytułowany Muzyka ofensywna. W maju Zeus, wraz z Wallesem z formacji Uśpione Miasto rozpoczął współpracę z internetową rozgłośnią RadioStudyo, gdzie prowadzą cotygodniową audycję. W czerwcu tego samego roku Zeus wygrał ogólnopolski konkurs na demo roku zorganizowany przez magazyn WuDoo. Główną nagrodą było nagranie i wydanie albumu. W sierpniu tego samego roku Zeus rozpoczął prace nad solową płytą. Wydawnictwo zatytułowane Co nie ma sobie równych ukazało się 14 listopada 2008 roku.
21 listopada 2009 roku ukazała się płyta pt. Album Zeusa. Płyta została zarejestrowana i zmiksowana w łódzkim NC Studio. 9 kwietnia 2011 roku ukazał się kolejny album solowy rapera pt. Zeus, jak mogłeś?.

## Dyskografia
Albumy
| Rok                                         | Dane dot. albumu | Pozycja na liście | Sprzedaż       | Certyfikat              |
| Rok                                         | Dane dot. albumu | POL               | Sprzedaż       | Certyfikat              |
| ------------------------------------------- | --- | ----------------- | -------------- | ----------------------- |
| 2008                                        | Co nie ma sobie równych - Data: 14 listopada 2008 - Wydawca: Embryo Nagrania - Format: CD                              | –                 | - POL: 2,000+  |                         |
| 2009                                        | Album Zeusa - Data: 21 listopada 2009 - Wydawca: Embryo Nagrania - Format: CD                                          | –                 | - POL: 2,000+  |                         |
| 2011                                        | Zeus, jak mogłeś? - Data: 9 kwietnia 2011 - Wydawca: Embryo Nagrania - Format: CD                                      | 48                | - POL: 2,000+  |                         |
| 2012                                        | Zeus. Nie żyje - Data: 24 listopada 2012 - Wydawca: Pierwszy Milion - Format: CD, digital download                     | 7                 | - POL: 30,000+ | - ZPAV: platynowa płyta |
| 2015                                        | Zeus. Jest super - Data: 9 października 2015 - Wydawca: Pierwszy Milion - Format: CD, digital download                 | 3                 | - POL: 30,000+ | - ZPAV: platynowa płyta |
| 2018                                        | To pomyłka - Data: 28 września 2018 - Wydawca: Pierwszy Milion - Format: CD, digital download                          | 5                 |                |                         |
| 2020                                        | W poszukiwaniu siebie (oraz Klonowsky) - Data: 7 lutego 2020 - Wydawca: Pierwszy Milion - Format: CD, digital download | 1                 |                |                         |
| 2024                                        | Czas na mnie - Data: 12 kwietnia 2024 - Wydawca: Pierwszy Milion - Format: CD, digital download                        | 6                 |                |                         |
| „–” album nie był notowany na danej liście. | |                   |                |                         |

Albumy kolaboracyjne
| Rok  | Dane dot. albumu |
| ---- | --- |
| 2007 | Czarnej mamby styl (oraz Dusza) - Data: 22 października 2007 - Wydawca: brak (nielegal)                              |
| 2013 | 7 grzechów (EP; oraz Hary) - Data: 30 kwietnia 2013 - Wydawca: Pierwszy Milion                                       |
| 2017 | Wagabunda (EP; oraz eSWu) - Data: 1 czerwca 2017 - Wydawca: Siła-Z-Pokoju Version                                    |
| 2020 | Pierwszy Milion to ekipa... vol. 1 (oraz Pierwszy Milion i Joteste) - Data: 7 lutego 2020 - Wydawca: Pierwszy Milion |

Minialbumy
| Rok  | Dane dot. albumu                                                       |
| ---- | ---------------------------------------------------------------------- |
| 2008 | Muzyka ofensywna - Data: 6 kwietnia 2008 - Wydawca: brak (nielegal)    |
| 2015 | Winda na 5 - Data: 9 października 2015 - Wydawca: Pierwszy Milion      |
| 2018 | Zeus. Nie w formie - Data: 28 września 2018 - Wydawca: Pierwszy Milion |

Mixtape’y
| Rok  | Dane dot. albumu                                                         |
| ---- | ------------------------------------------------------------------------ |
| 2007 | Re-Mix-Tape – Volume 1 - Data: 24 grudnia 2007 - Wydawca: wydanie własne |

Inne
| Rok  | Album                                       | Uwagi | Źródło |
| ---- | ------------------------------------------- | --- | ------ |
| 2004 | Joteste – Nowa nadzieja                     | produkcja | [ 18 ] |
| 2006 | O.S.T.R. – 7                                | produkcja i gościnnie rap w utworze „Więcej decybeli by zagłuszyć...”                                                                                               | [ 19 ] |
| 2006 | Made in Łódź                                | rap w utworze „MadeinŁódź” | [ 20 ] |
| 2006 | Pierwszy Milion – Pierwszy Mixtape          | członek zespołu | [ 21 ] |
| 2007 | Pierwszy Milion – Deep Cover Mixtape        | członek zespołu | [ 22 ] |
| 2007 | O.S.T.R. – HollyŁódź                        | gościnnie rap w utworze „Reprezentuj” | [ 23 ] |
| 2008 | Pesante – Psycho.Lodz.Y                     | gościnnie rap w utworze „NieMaMnie” | [ 24 ] |
| 2008 | Projektanci – Braterstwo krwi               | produkcja utworu „Pomocna dłoń” | [ 25 ] |
| 2008 | Aro – Mieszkamy obok                        | gościnnie rap w utworze „Mieszkamy obok” | [ 26 ] |
| 2008 | PMM – Polski mistrzowski manewr             | produkcja i gościnnie rap w utworze „Z tych samych miejsc” | [ 27 ] |
| 2008 | Joteste – Życie, które mnie wybrało         | gościnnie rap w utworze „Prawda i punchline” oraz produkcja i miksowanie                                                                                            | [ 28 ] |
| 2009 | Miuosh – Pogrzeb                            | gościnnie rap w utworze „Skazani” | [ 29 ] |
| 2009 | Dwa Sławy – Gdzie ten sport?                | remiks utworu „Gdzie ten sport?” | [ 30 ] |
| 2009 | Cira – Zapracowany obibok                   | produkcja utworu „Na początek” | [ 31 ] |
| 2009 | Familia H.P. – 42                           | gościnnie rap w utworze „Obiecana ziemia” oraz produkcja utworów „Święty spokój” i „Wyjście”                                                                        | [ 32 ] |
| 2009 | W2B – Scyzorak turistyczny                  | gościnnie rap w utworze „My mamy to” | [ 33 ] |
| 2010 | DJ Cube – Forfiter                          | gościnnie rap w utworze „Forfiter 3” | [ 34 ] |
| 2010 | Flint – Czarny charakter                    | gościnnie rap w utworze „Nie miałem nic” | [ 35 ] |
| 2010 | Oliwa – Istotny element                     | gościnnie rap w utworze „Niesiemy pokój w świat” | [ 36 ] |
| 2011 | Ten Typ Mes – Kandydaci na szaleńców        | gościnnie rap w utworach „Mój Świat (The Soulists Remix)” i „Mój Świat”                                                                                             | [ 37 ] |
| 2011 | Joteste – Ulice w ogniu                     | produkcja i miksowanie | [ 38 ] |
| 2011 | Projektor – Remiraż                         | produkcja utworów „Co zdobyte” i „Mirash” | [ 39 ] |
| 2011 | Fenix – Życie jest do wzięcia               | gościnnie rap w utworze „Kontruję los” | [ 40 ] |
| 2011 | Cira – Zapracowany obibok 2                 | gościnnie rap w utworze „Kaseciaki, woski i cedeki” | [ 41 ] |
| 2011 | 101 Decybeli – Pomiędzy bitami              | gościnnie rap w utworze „Nowy wymiar” | [ 42 ] |
| 2011 | Miuosh – Piąta strona świata                | gościnnie rap w utworach „Zanik”, produkcja utworu: „Każde” | [ 43 ] |
| 2011 | Art of Beatbox – ARTcore                    | gościnnie rap w utworze „Mam dosyć rapu” | [ 44 ] |
| 2012 | NNFOF – No Name Full of Fame                | rap w utworze: „Hymn dzieci dewolucji” | [ 45 ] |
| 2012 | Jagła – Nadzieja umiera ostatnia            | gościnnie rap w utworze „To nie takie proste” | [ 46 ] |
| 2012 | Hukos – Knajpa upadłych morderców           | gościnnie rap w utworze „Wszystko płynie” | [ 47 ] |
| 2013 | Te-Tris, Pogz – Teraz                       | gościnnie rap w utworze „Lista życzeń” | [ 48 ] |
| 2013 | Flint – Radosny Futbol 3                    | gościnnie rap w utworze „Nie miałem nic (Miliony Decybeli Remix)”                                                                                                   | [ 49 ] |
| 2013 | Deobson – Oddycham                          | gościnnie rap w utworze „Patrzę na świat” | [ 50 ] |
| 2013 | Diset – High Definition 2: victoria i pokój | gościnnie rap w utworze „Szklane niebo” | [ 51 ] |
| 2013 | Buczer – Utrapiony                          | gościnnie rap w utworze „Dość” | [ 52 ] |
| 2013 | BCZ – Po prostu BCZ                         | gościnnie rap w utworze „Słuchaczu” oraz produkcja utworów „Nie wyjadę stąd”, „Inny wymiar” i „Tęcza nad miastem”                                                   | [ 53 ] |
| 2013 | Kobra – Golden Era                          | gościnnie rap w utworze „Forrest Gump” | [ 54 ] |
| 2013 | Lilu – Żyć, nie umierać                     | gościnnie rap w utworze „33 Obroty” | [ 55 ] |
| 2013 | Pasjonaci – P3                              | gościnnie rap w utworze „Do góry nogami” | [ 56 ] |
| 2013 | Solar, Białas – Stage Diving                | gościnnie rap w utworze „Z nieba nie spadło” | [ 57 ] |
| 2013 | Hukos, Cira – Głodni z natury               | gościnnie rap w utworze „Widzę, spływam” | [ 58 ] |
| 2013 | Kroolik Underwood – Punkt G                 | gościnnie rap w utworze „Flash Gordon” | [ 59 ] |
| 2014 | Bezczel – Gościnnie 2010-2013               | gościnnie rap w utworach „Kaseciaki, woski i cedeki” i „Dość” | [ 60 ] |
| 2014 | Bezczel – Słowo honoru                      | gościnnie rap w utworze „Siła umysłu #Joseph_Murphy” | [ 61 ] |
| 2014 | Step Records – Rap najlepszej marki         | rap w utworze „Kupuję polskie rap płyty” oraz gościnnie rap w utworze „Proforma 2 Remix”                                                                            | [ 62 ] |
| 2014 | Joteste – Zapomniałem się przedstawić       | produkcja utworów „Prometeusz”, „Bluesman”, „Być jak Pierwszy Milion”, „Pieśń zbłąkanych marynarzy”, „Zakładnik”, „Harrier”, „Dłonie i policzki” oraz „Kalejdoskop” | [ 63 ] |
| 2014 | 2sty – Stej Flaj                            | gościnnie rap w utworze „O niebo lepiej” | [ 64 ] |
| 2014 | Lukasyno – B.A.R.D.                         | gościnnie rap w utworze „Wczoraj jak dziś” | [ 65 ] |
| 2014 | Pawbeats – Utopia                           | gościnnie rap w utworze „Widnokrąg” | [ 66 ] |
| 2014 | Tau – Remedium                              | gościnnie rap w utworze „Made in serce” | [ 67 ] |
| 2015 | Lepiej niż było – LP 2014                   | gościnnie rap w utworze „Krok ku niebu” | [ 68 ] |
| 2015 | Magister Ninja – Zombie EX                  | gościnnie rap w utworze „InspiGRAcje” | [ 69 ] |
| 2015 | Christofer Luca – Stopy i werble            | gościnnie rap w utworze „Dzień po dniu” | [ 70 ] |
| 2015 | Lucky Dice – Lucky Dice Radio – New Order   | rap w utworze „New Order” | [ 71 ] |
| 2015 | RR Brygada – SoundtRRack                    | gościnnie rap w utworze „Chłopaki nie płaczą” | [ 72 ] |
| 2015 | OzM – Lepiej późno niż wcale                | gościnnie rap w utworze „Nie zapomnij mnie” | [ 73 ] |
| 2016 | Hands Resist – Dla ciebie i ognia           | gościnnie rap w utworze „Jak ziemię deszcz” | [ 74 ] |
| 2016 | Nastyk Kritaczi – Stan umysłu               | gościnnie rap w utworze „Przebudzeni” | [ 75 ] |
| 2016 | Vixen – Vixtoria                            | gościnnie rap w utworze „Kominek” | [ 76 ] |
| 2017 | Justyna Kuśmierczyk – Respire               | gościnnie rap w utworze „Respire” | [ 77 ] |
| 2017 | Joteste – Człowiek spragniony               | gościnnie rap w utworze „Chmury” | [ 78 ] |
| 2017 | RYMcerze – Nie zmarnuj swojego życia        | gościnnie rap w utworze „Lazy Monster” | [ 79 ] |
| 2018 | Premiera – N?eznane                         | gościnnie rap w utworze „Gwizdek” | [ 80 ] |
| 2018 | B.R.O – Karmel                              | gościnnie rap w utworze „Mrowisko” | [ 81 ] |

## Teledyski
Solowe
| Rok  | Tytuł                                             | Reżyseria                                     | Album                   | Źródło  |
| ---- | ------------------------------------------------- | --------------------------------------------- | ----------------------- | ------- |
| 2008 | „W dół”                                           | Damian Michalak                               | Co nie ma sobie równych | [ 82 ]  |
| 2008 | „Jeszcze więcej”                                  | –                                             | Co nie ma sobie równych | [ 83 ]  |
| 2009 | „Jestem tu”                                       | Damian Michalak                               | Co nie ma sobie równych | [ 84 ]  |
| 2009 | „Nowy dzień”                                      | Mania Studio                                  | Co nie ma sobie równych | [ 85 ]  |
| 2009 | „Ważny dzień”                                     | Elusive Labels                                | –                       | [ 86 ]  |
| 2009 | „Wracam tu bo nagrałem drugi album”               | Damian Michalak                               | Album Zeusa             | [ 87 ]  |
| 2010 | „Lubisz jeść”                                     | Damian Michalak                               | Album Zeusa             | [ 88 ]  |
| 2010 | „Zakochałem się w Jill Scott”                     | Dobrekino Studio                              | Album Zeusa             | [ 89 ]  |
| 2011 | „Supełek z pętelką”                               | Dobrekino Studio                              | Zeus, jak mogłeś?       | [ 90 ]  |
| 2011 | „Wariat pośród świrów”                            | Snecz Unikaty, Elusive Labels                 | Zeus, jak mogłeś?       | [ 91 ]  |
| 2012 | „Znasz mnie”                                      | Pierwszy Milion                               | Zeus. Nie żyje          | [ 92 ]  |
| 2012 | „Hipotermia”                                      | Piotr Sawicki, Patryk Sawicki, Filip Majewski | Zeus. Nie żyje          | [ 93 ]  |
| 2013 | „Strumień”                                        | Piotr Sawicki, Patryk Sawicki, Filip Majewski | Zeus. Nie żyje          | [ 94 ]  |
| 2013 | „Strumień” (Zbylu Remix)                          | Piotr Sawicki, Patryk Sawicki, Filip Majewski | Zeus. Nie żyje          | [ 95 ]  |
| 2014 | „#Hot16Challenge”                                 | –                                             | –                       | [ 96 ]  |
| 2015 | „Będziemy dziećmi”                                | Tomasz Sobczak                                | Zeus. Jest super        | [ 97 ]  |
| 2015 | „Zgłupiej” (gościnnie: Justyna Kuśmierczyk)       | Filminati                                     | Zeus. Jest super        | [ 98 ]  |
| 2015 | „ODP. 2”                                          | Tomasz Sobczak                                | Zeus. Jest super        | [ 99 ]  |
| 2015 | „Siewca”                                          | Kamil „Zeus” Rutkowski                        | Zeus. Jest super        | [ 100 ] |
| 2018 | „Like Ra” (gościnnie: Justyna Kuśmierczyk)        | Filminati                                     | Zeus. To pomyłka        | [ 101 ] |
| 2018 | „Kwiaty dla J.” (gościnnie: Justyna Kuśmierczyk)  | Rogini, Pierwszy Milion                       | Zeus. To pomyłka        | [ 102 ] |
| 2018 | „Tetzuo”                                          | Marathon Films                                | Zeus. To pomyłka        | [ 103 ] |
| 2018 | „Okna na zachód” (gościnnie: Justyna Kuśmierczyk) | Vencite                                       | Zeus. To pomyłka        | [ 104 ] |
| 2018 | „Kamilfornia” (gościnnie: Justyna Kuśmierczyk)    | Rogini, Pierwszy Milion                       | Zeus. To pomyłka        | [ 105 ] |
| 2018 | „Audio Hideo” (gościnnie: Justyna Kuśmierczyk)    | Pierwszy Milion                               | Zeus. To pomyłka        | [ 106 ] |
| 2018 | „Forest Gang”                                     | Rogini, Pierwszy Milion                       | Zeus. To pomyłka        | [ 107 ] |

Gościnnie
| Rok  | Tytuł | Reżyseria                         | Album                              | Źródło  |
| ---- | --- | --------------------------------- | ---------------------------------- | ------- |
| 2008 | Spinache – „Bezwarunkowo oddany (Remix)” (gościnnie: DJ Cube, Zeus)                                                             | Damian Michalak                   | –                                  | [ 108 ] |
| 2008 | Pesante – „Nie ma mnie” (gościnnie: Zeus)                                                                                       | –                                 | Psycho.Lodz.Y                      | [ 109 ] |
| 2009 | Familia H.P. – „Obiecana ziemia” (gościnnie: Afront, O.S.T.R, Zeus)                                                             | Damian Michalak                   | 42                                 | [ 110 ] |
| 2010 | Cira – „Kaseciaki, woski i cedeki” (gościnnie: Zeus, B.N.N Bezczel)                                                             | Blood Simple Films                | Zapracowany obibok 2               | [ 111 ] |
| 2011 | Flint – „Przeszedłem drogę / Nie miałem nic” (gościnnie: Hades, DJ Kebs, Zeus)                                                  | Czarny Charakter Videos           | Czarny charakter                   | [ 112 ] |
| 2011 | NNFoF – „Hymn dzieci rewolucji” (gościnnie: Zeus, DJ Jarzomb)                                                                   | OGFilms                           | No Name Full of Fame               | [ 113 ] |
| 2012 | Hukos – „Wszystko płynie” (gościnnie: Zeus, Cira)                                                                               | Blood Simple Films                | Knajpa upadłych morderców          | [ 114 ] |
| 2013 | Buczer – „Dość” (gościnnie: Zeus, VNM, Verte, Bezczel)                                                                          | PressPlay Films                   | Utrapiony                          | [ 115 ] |
| 2013 | Te-Tris, Pogz – „Lista życzeń” (gościnnie: Zeus)                                                                                | Juzz Media                        | Teraz                              | [ 116 ] |
| 2014 | Pawbeats – „Widnokrąg” (gościnnie: Zeus)                                                                                        | ML Filmz                          | Utopia                             | [ 117 ] |
| 2014 | Bezczel – „Proforma 2 RMX” (gościnnie: Hukos, Onar, Zeus, Z.B.U.K.U, Bosski Roman, Młody M, Buczer, Kobra, Kajman, KaeN, ZdunO) | ML Filmz                          | Step Records: rap najlepszej marki | [ 118 ] |
| 2014 | Bezczel – „Siła umysłu #Joseph_Murphy” (gościnnie: Zeus)                                                                        | 9 Liter Filmy                     | Słowo honoru                       | [ 119 ] |
| 2014 | Vienio – „Nie muszę być...” (gościnnie: Zeus)                                                                                   | Adrian Łapczyński, Filip Zawadzki | Etos 2                             | [ 120 ] |
| 2015 | Zbylu – „Matka głupich” (gościnnie: Cywil, Vixen, Tomb, Zeus, DJ Flip)                                                          | –                                 | –                                  | [ 121 ] |
| 2015 | Tau – „Made in serce” (gościnnie: Zeus)                                                                                         | 9 Liter Filmy                     | Remedium                           | [ 122 ] |
| 2015 | Christofer Luca – „Dzień po dniu” (gościnnie: Bob One, Zeus)                                                                    | Przedmarańcza & Christofer Luca   | Stopy i werble                     | [ 70 ]  |
| 2015 | Magister Ninja – „InspiGRAcje” (gościnnie: Zeus)                                                                                | PS Films                          | Zombie EX                          | [ 123 ] |
| 2015 | OzM – „Nie zapomnij mnie” (gościnnie: Zeus)                                                                                     | BDV Studio                        | Lepiej późno niż wcale             | [ 73 ]  |
| 2017 | Joteste – „Chmury” (gościnnie: Zeus)                                                                                            | Gods of Colors                    | Człowiek spragniony                | [ 78 ]  |
| 2017 | RYMcerze – „Lazy Monster” (gościnnie: Zeus)                                                                                     | Filip Senakiewicz                 | Nie zmarnuj swojego życia          | [ 79 ]  |
| 2018 | SɎNɆSŦɆƵɈɆ – „RUTT/ETRA Remix” (gościnnie: Zeus, DJ MixAir)                                                                     | Vencite                           | –                                  | [ 124 ] |

Inne
| Rok  | Tytuł | Reżyseria                                                         | Album                              | Źródło  |
| ---- | --- | ----------------------------------------------------------------- | ---------------------------------- | ------- |
| 2013 | Bisz, Małpa, Zeus, The Returners – „Wrócę tu” | Blood Simple Films, Original Source Up To Date Festival Białystok | –                                  | [ 125 ] |
| 2013 | Zeus, Miuosh, Te-Tris, LJ Karwel – „83-13” | –                                                                 | –                                  | [ 126 ] |
| 2013 | Kajman, Młody M, Hukos, Cira, Zeus, Jopel, Sulin, Bezczel – „Kupuję polskie rap płyty” | –                                                                 | Step Records: rap najlepszej marki | [ 127 ] |
| 2014 | Pyskaty, Numer Raz, Proceente, Pelson, Rahim, Łysol, Mielzky, Dwa Sławy, Zeus, Chada, Klasik, Quebonafide, JodSen, Joteste, Bezczel, Siwers, Ten Typ Mes – „Najsilniejsi przetrwają” (prod. DJ Premier, Luxon) | Piotr Sawicki, Hanusz Bystry                                      | –                                  | [ 128 ] |